# Dimítrios Papadimoúlis
Dimítrios Papadimoúlis (grec moderne : Δημήτριος Παπαδημούλης), né le 21 mars 1955 à Athènes, est un homme politique grec membre de SYRIZA.

## Biographie
Lors des élections européennes de 2014 il est élu au Parlement européen, où il siège au sein de la GUE/NGL, et dont il est l'un des vice-président depuis 1er juillet 2014.
Il préside notamment les débats lors de la levée de l’immunité de Marine Le Pen qui avait diffusé des images d’exactions de l’organisation État islamique (EI) sur son compte Twitter.